# Прокофьев, Валерий Николаевич
Валерий Николаевич Прокофьев (1928—1982) — советский искусствовед, специалист по истории западноевропейского изобразительного искусства XVII—XX вв. Кандидат искусствоведения (1955), доктор искусствоведения (1971).

## Биография
Родился 14 декабря 1928 г. в городе Халтурин (Кировская область) в семье школьных учителей. В 1946 г. поступил на искусствоведческое отделение МГУ имени М. В. Ломоносова, которое закончил в 1951 г. Дипломная работа В. Н. Прокофьева, написанная под руководством Г. А. Недошивина, была посвящена французским художникам-«неореалистам» второй половины 1940-х гг.
Над кандидатской диссертацией, посвященной творчеству Теодора Жерико и защищенной в 1955 г., работал под руководством Б. Р. Виппера. Длительное общение с Б. Р. Виппером (в университете, затем в Музее изобразительных искусств имени А. С. Пушкина, где В. Н. Прокофьев работал в 1954—1957 гг. научным сотрудником, а также в Институте истории искусств АН СССР в 1957—1960 гг.) и с В. Н. Лазаревым оказало решающее воздействие на его формирование. «Лазарев обучил Прокофьева настоящему ученому анализу, без всяких порханий по верхам и без безответственных литературных упражнений. От Б. Р. Виппера он взял стремление по-новому смотреть на даже давно всем известные факты и явления истории искусства».
С 1960 г. В. Н. Прокофьев преподавал на искусствоведческом отделении МГУ имени М. В. Ломоносова: в 1960—1969 гг. вел курс западноевропейского искусства XIX—XX вв., в 1967—1969 гг. — семинар «Описание и анализ памятников искусства», а в 1970—1971 гг. — факультативный семинар «Западное искусство XX вв.». С 1969 г. стал старшим научным сотрудником ВНИИ искусствознания Министерства культуры СССР, где работал до конца жизни.
Изучал в подлинниках памятники зарубежного искусства во время поездок за границу — длительных в Италию и более кратких в Египет, Грецию, Болгарию, Венгрию, Чехословакию, Польшу, ГДР, Францию, Испанию, США, Турцию, Австрию, Бельгию. В 1956 г. В. Н. Прокофьев принимал участие в возобновлении после 22-летнего перерыва работы Советского павильона на Венецианской Биеннале; в 1974 г. по приглашению Болгарской Академии художеств читал в Софии курс «Введение в западное искусство XX вв.».
С начала 1950-х гг. стал печататься в периодических изданиях. В 1959 г. был принят в Союз художников СССР (секция критики). В Московской организации СХ РСФСР в течение ряда лет был членом бюро секции критики. С 1960-х гг. начинают выходить в свет основные научные труды В. Н. Прокофьева, посвященные главным образом французскому и испанскому искусству XIX—XX вв. В 1971 г. он защитил в качестве докторской диссертации монографию «„Капричос“ Гойи».
Жена — искусствовед Нора Григорьевна Прокофьева.
Валерий Николаевич Прокофьев скоропостижно скончался 5 апреля 1982 г. из-за остановки сердца.

## Научная деятельность
Основные научные работы В. Н. Прокофьева посвящены творчеству Франсиско Гойи (по которому он стал одним из крупных специалистов) и истории французского изобразительного искусства XIX—XX вв.
За пределы этих главных тем Прокофьев выходил редко, но: «…когда он вздумал написать для создаваемой во Всесоюзном институте искусствознания „Истории искусства Запада от Возрождения до начала XX века“ статью о французском искусстве XVII века — результат получился настолько блистательный, что равняться с Прокофьевым в таком глубоком понимании искусства XVII века мог разве лишь один Е. И. Ротенберг».
В ряде работ 1970-х гг. рассматривал и общетеоретические проблемы искусствоведения (статьи «Монументальное и станковое…», «Художественная критика — история искусства — теория общего художественного процесса…» и др.).

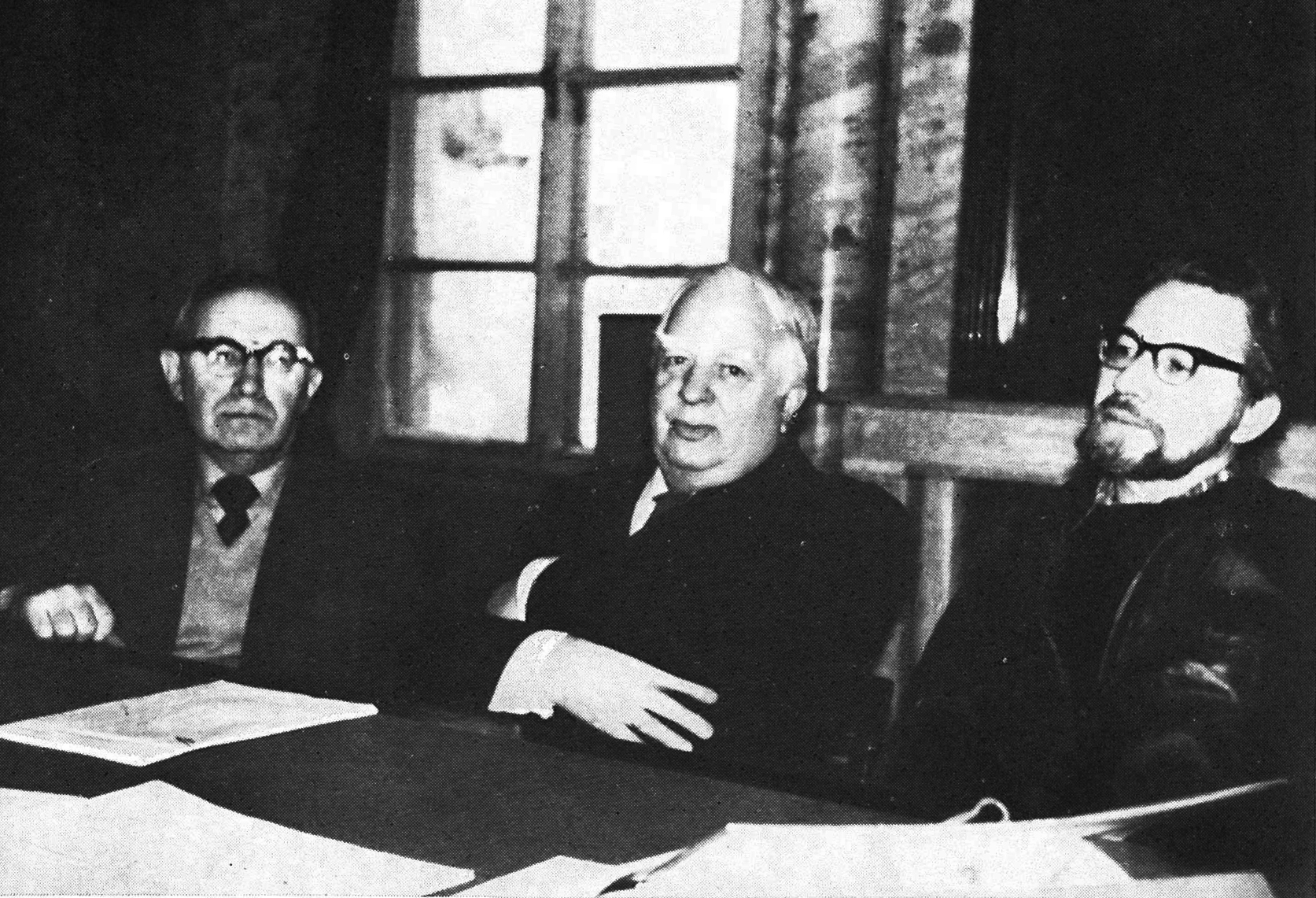
На заседании сектора ВНИИ искусствознания. 1981. Слева направо: Е. И. Ротенберг, А. Д. Чегодаев, В. Н. Прокофьев

Научные достижения В. Н. Прокофьева были отмечены посмертным выпуском сборника его статей в серии «Библиотека искусствознания». Издания в этой серии, представлявшей своего рода творческие «портреты» ученых, удостаивались самые видные советские искусствоведы, : А. В. Бакушинский (1981), Я. А. Тугендхольд (1987), А. А. Фёдоров-Давыдов (1986), А. А. Сидоров (1985), В. Н. Петров (1978), А. М. Эфрос (1979), М. В. Алпатов (1979), М. А. Ильин (1976), Д. В. Сарабьянов (1980), Г. Ю. Стернин (1984), Е. И. Ротенберг (1989) и другие. Во вступительной статье, предваряющей сборник избранных работ В. Н. Прокофьева, профессор А. Д. Чегодаев отмечал: «Имя Валерия Николаевича Прокофьева — безусловно одно из самых ярких и больших имен в современной советской науке об искусстве… Его лучшие книги и статьи отличаются всеми достоинствами, которые можно пожелать настоящему большому ученому: подлинной глубиной и значительностью, подлинной серьезностью и ответственностью суждений, зоркостью и верностью наблюдений, необыкновенной новизной и оригинальностью, настоящим литературным мастерством… Столь ранняя смерть в самом расцвете блестящего научного таланта — это большая беда для советской науки об искусстве»
Посмертно издана Институтом искусствознания и последняя монография В. Н. Прокофьева, подготовленная им в 1980—1981 гг., — «Гойя в искусстве романтической эпохи» (1986).

## Избранные работы

### Монографии
- Теодор Жерико. — М., «Искусство», 1963. — 256 с., ил.
- «Капричос» Гойи. I—II. — М., «Искусство», 1969—1970. — 268 с., ил.
- По Италии. Города и музеи. — [2-е изд., перераб.] — М., «Искусство», 1971. — 383 с., ил.
- Гойя в искусстве романтической эпохи. — М., «Искусство», 1986. — 360 с., ил.

### Статьи[5]

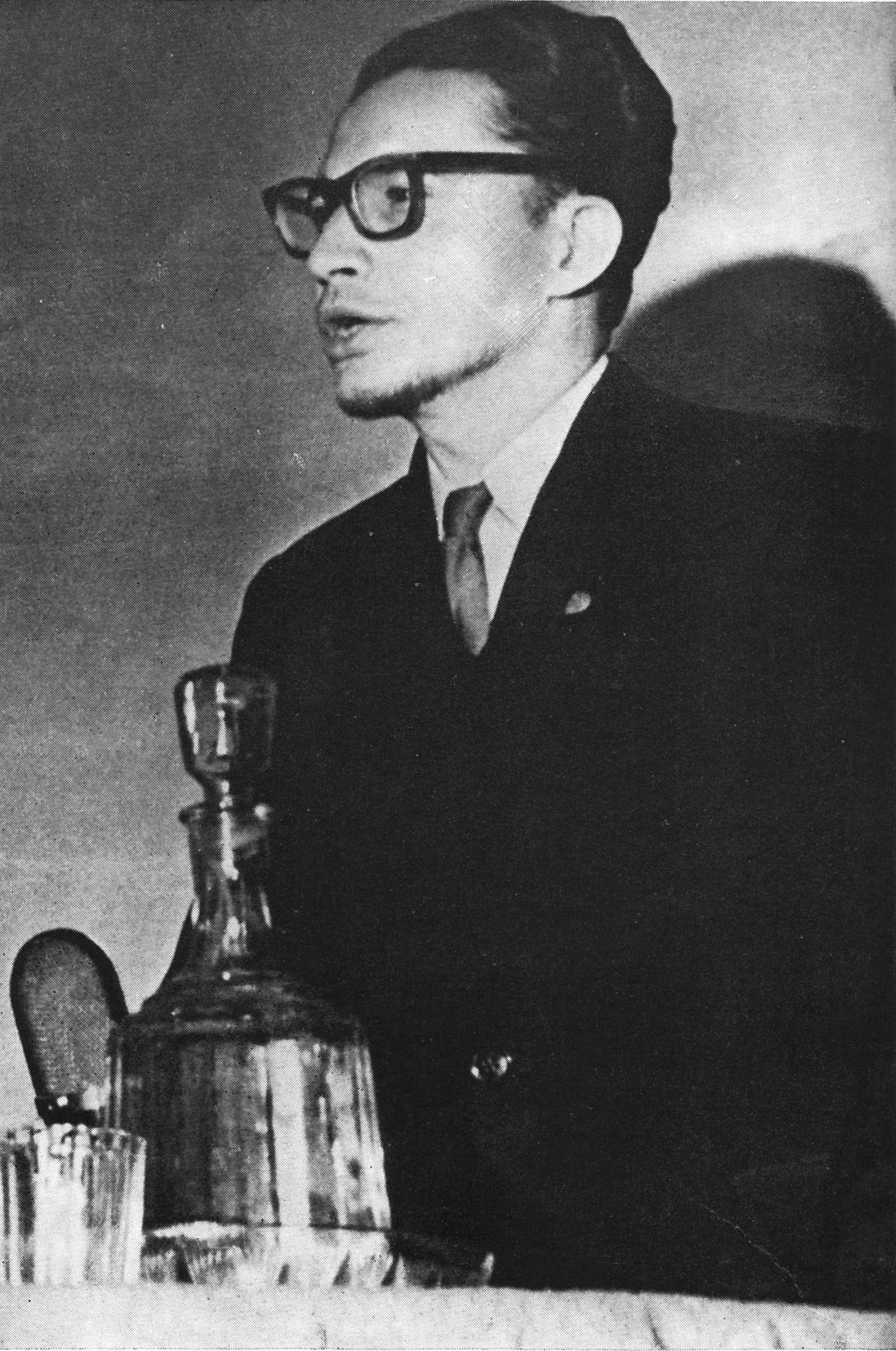
В. Н. Прокофьев на вечере, посвященном 80-летию Пикассо. Москва, 1961

- Вопросы художественного наследия в современном прогрессивном искусстве Франции // «Искусство». — 1953, № 2; перепечатано в журнале La Nouvelle Critique, Paris.
- Искусство Франции XV—XX вв. // Вступительная статья в каталоге выставки. — М., 1955.
- Французская живопись XIX века. Выставка картин из Лувра и других французских собраний. Москва — Ленинград. 1956. // Альбом. Вступительная статья и составление. — М., 1958.
- Что такое сюрреализм // «Творчество». — 1959, № 7.
- Портрет молодого Энгра в ГМИИ и романтические тенденции поздних портретов Ж.-Л. Давида // Труды Государственного музея изобразительных искусств им. А. С. Пушкина. — М., 1960.
- Что такое абстрактное искусство? // «Художник». — 1960, № 4.

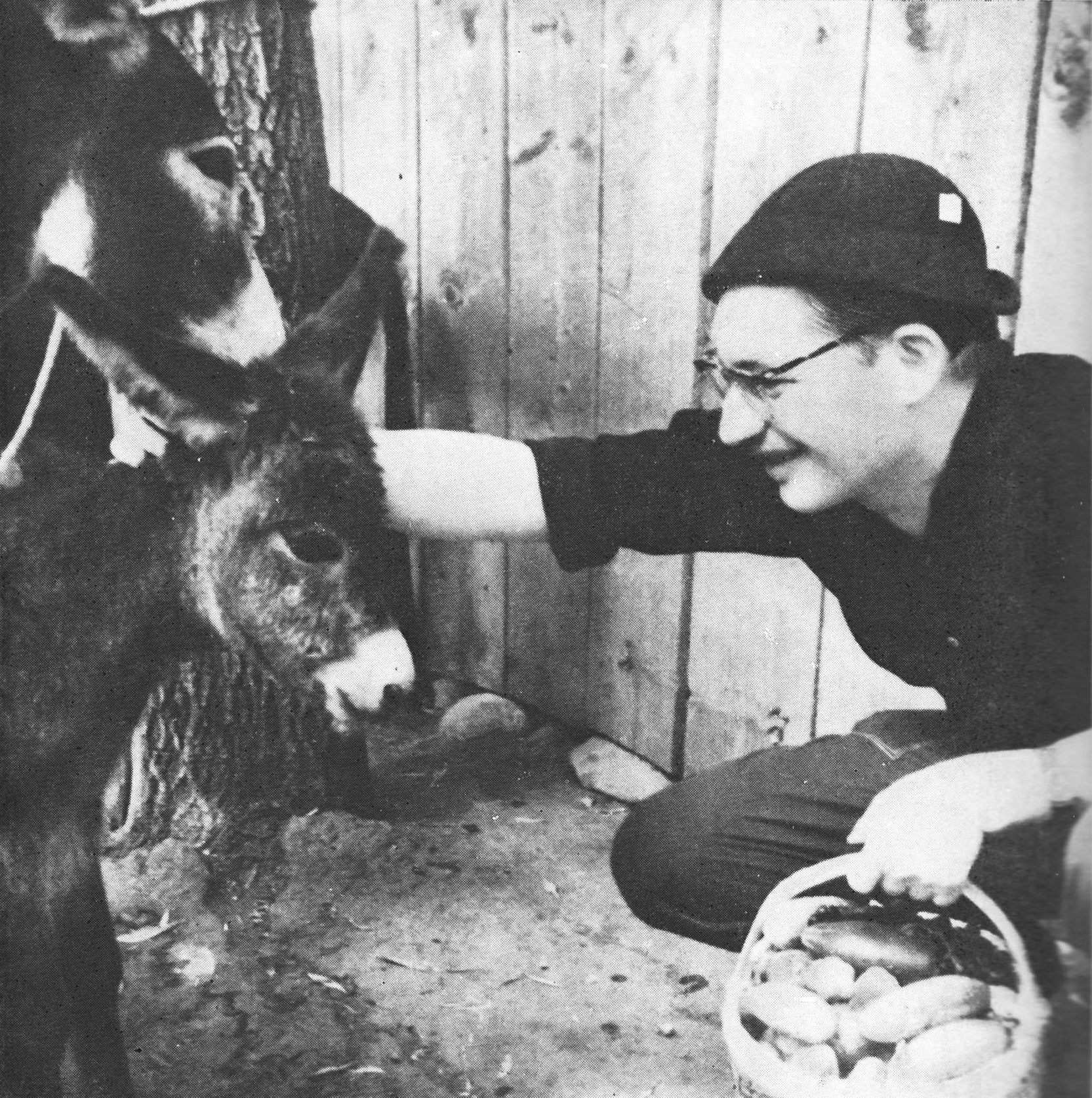
В. Н. Прокофьев в Грузии на базаре в Они (во время практики со студентами МГУ). 1963

- Делакруа — теоретик, критик, историк искусства // Эжен Делакруа. Мысли об искусстве. О знаменитых художниках. — М, 1960; там же — комментарии.
- Французская живопись в музеях СССР. Альбом. Вступительная статья и составление. — М., 1962.
- Абстракционизм и натурализм // «Maksla». — Riga, 1963, № 1-2 (на латышском языке).
- Эстетика абстракционизма // Современное искусствознание за рубежом. Очерки. — М., 1964.
- Жизнь и творчество Эдуарда Мане (вступительная статья) // Эдуард Мане. Жизнь, письма, воспоминания, критика современников. — М., 1965; там же — составление и комментарии.
- Инженер человеческого счастья — Ле Корбюзье // «Творчество». — 1965, № 11.
- Подвиг великого упрямца // Перрюшо А. Поль Сезанн. — М., 1966.
- Анри Матисс // «Творчество». — 1967, № 1.
- Скульптор героического столетия (вступительная статья) // Эмиль Антуан Бурдель. Об искусстве скульптуры. — М., 1968; там же — составление и комментарии.
- Монументальное и станковое. К вопросу об определении понятий // «Творчество». — 1971, № 5; перепечатано в журнале «Лик», София, 1971, № 11.
- Импрессионисты и старые мастера // Французская живопись второй половины XIX века в современной ей художественной культуре. Материалы научной конференции. — М., 1972.
- Постимпрессионизм. Альбом. Вступительная статья и составление. — М., 1973.

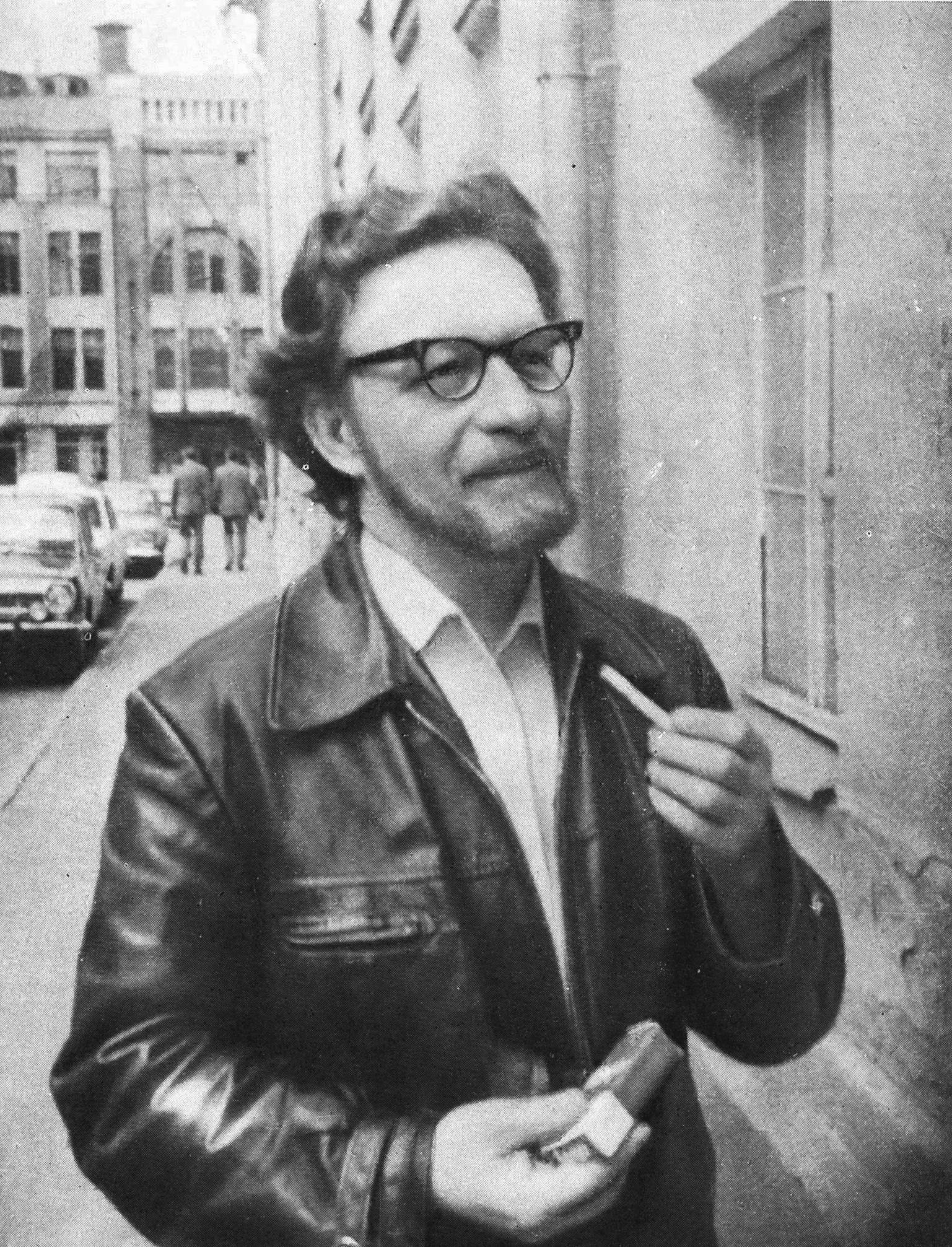
В. Н. Прокофьев. Москва, июль 1979. Одна из последних фотографий

- Французские шпалеры // «Декоративное искусство СССР». — 1974, № 12.
- О «перцептивной перспективе» и перспективах в живописи // Раушенбах Б. В. Пространственные построения в древнерусской живописи. — М., 1975.
- «Королевские портреты» Гойи 1799—1801 гг. // Античность. Средние века. Новое время. Проблемы искусства. — М., 1977; там же — составление, общая редакция (совместно с М. Я. Либманом и А. Б. Стерлиговым).
- Великий художник XIX века. К 150-летию со дня смерти Гойи // «Искусство». — 1978, № 9.
- «Махи» Гойи или «Венера-цыганка» // Искусство Западной Европы и Византии. — М., 1978.
- Художественная критика — история искусства — теория общего художественного процесса: их специфика и проблемы взаимодействия в пределах искусствоведения // Советское искусствознание `77 (2). — М., 1978; перепечатано в журнале «Kunst und Literatur», 1979, № 10.
- Гойя. Росписи церкви Сан Антонио де ла Флорида // Панорама искусств `78. — М., 1979.
- Западное искусство Новейшего времени и наследие мировой художественной культуры // Советское искусствознание `79 (1). — М., 1980.
- Пикассо. Годы формирования // Из истории классического искусства Запада. — М., 1980.
- К проблеме примитива в изобразительном искусстве // «Декоративное искусство СССР». — 1981, № 4.
- НТР и предостерегающее искусство // «Декоративное искусство СССР». — 1981, № 7.
- Феномен Пикассо // «Декоративное искусство СССР». — 1981, № 10.
- Пизанские впечатления, прогулки по Сиене // Панорама искусств № 6. — М., 1983.
- Гойя. Ансамбль росписей нижнего этажа Дома Глухого. 1820 // Мастера классического искусства Запада / Ред. и сост. В. Н. Прокофьев. — сб. ст. / АН СССР, ВНИИ искусствознания. — М.: Наука, 1983. — С. 131—188. — 285 с.
- О трех уровнях художественной культуры Нового и Новейшего времени (к проблеме примитива в изобразительных искусствах) // Примитив и его место в художественной культуре Нового и Новейшего времени / Отв. ред. В. Н. Прокофьев. — сб. ст. / АН СССР, ВНИИ искусствознания. — М.: Наука, 1983. — С. 6—28. — 205 с.
- Пространство в живописи Дега // Советское искусствознание `82 (2). — М., 1984. — С. 101—119.
- Искусство Франции XVII века // Прокофьев В. Н. Статьи разных лет. — М., «Советский художник» (серия «Об искусстве и искусствознании»), 1985.
- Портреты Жерико и романтический идеал // Прокофьев В. Н. Об искусстве и искусствознании. Статьи разных лет. — М., 1985.
- Живопись Эдуарда Мане между прошлым и будущим. Некоторые вопросы поэтики и стилистики // Прокофьев В. Н. Об искусстве и искусствознании. Статьи разных лет. — М., 1985.

## Галерея

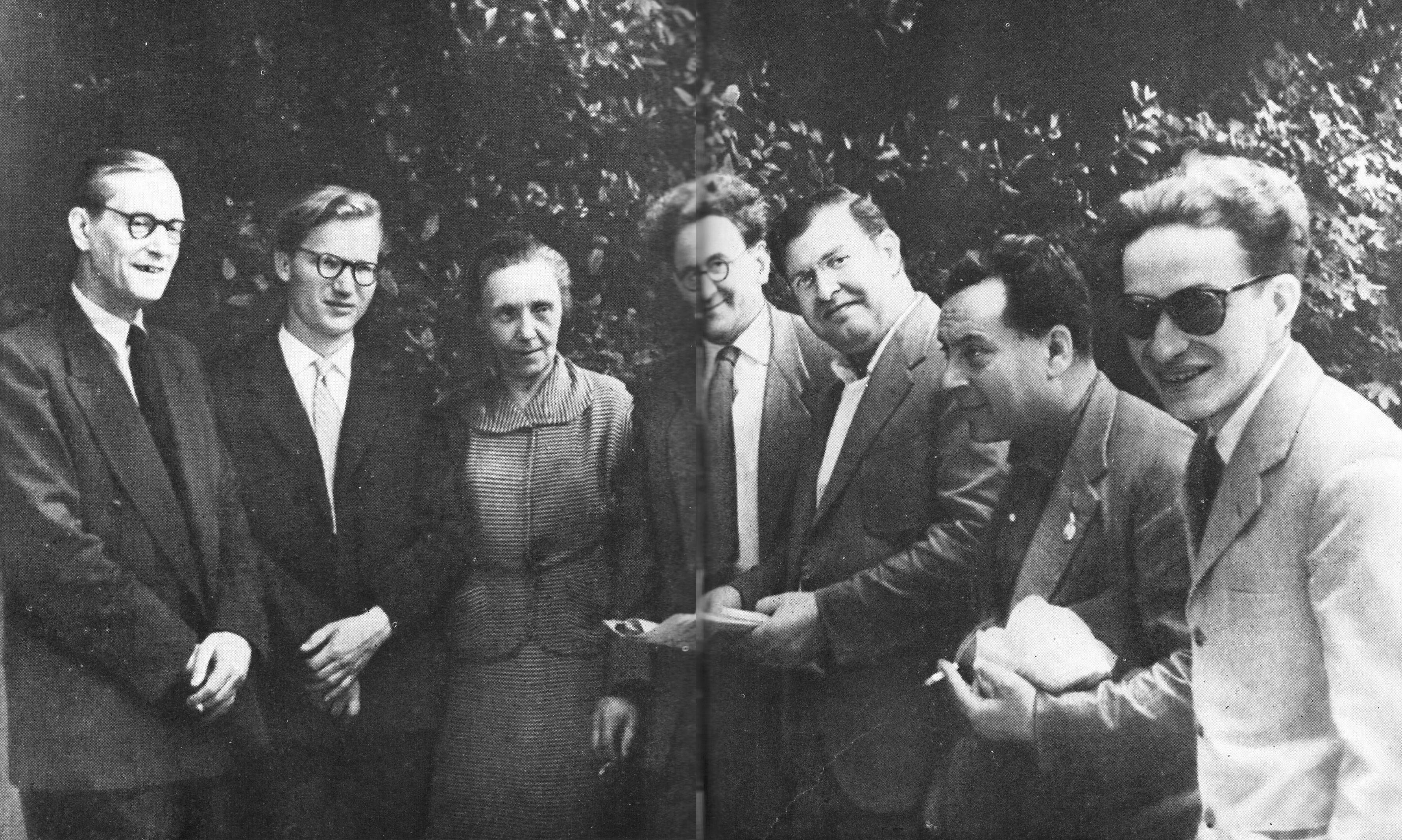
На Биеннале в Венеции, 1956 г. Справа — В. Н. Прокофьев, Ренато Гуттузо; в центре — Г. А. Недошивин, Ю. В. Лобанова; слева — А. А. Губер
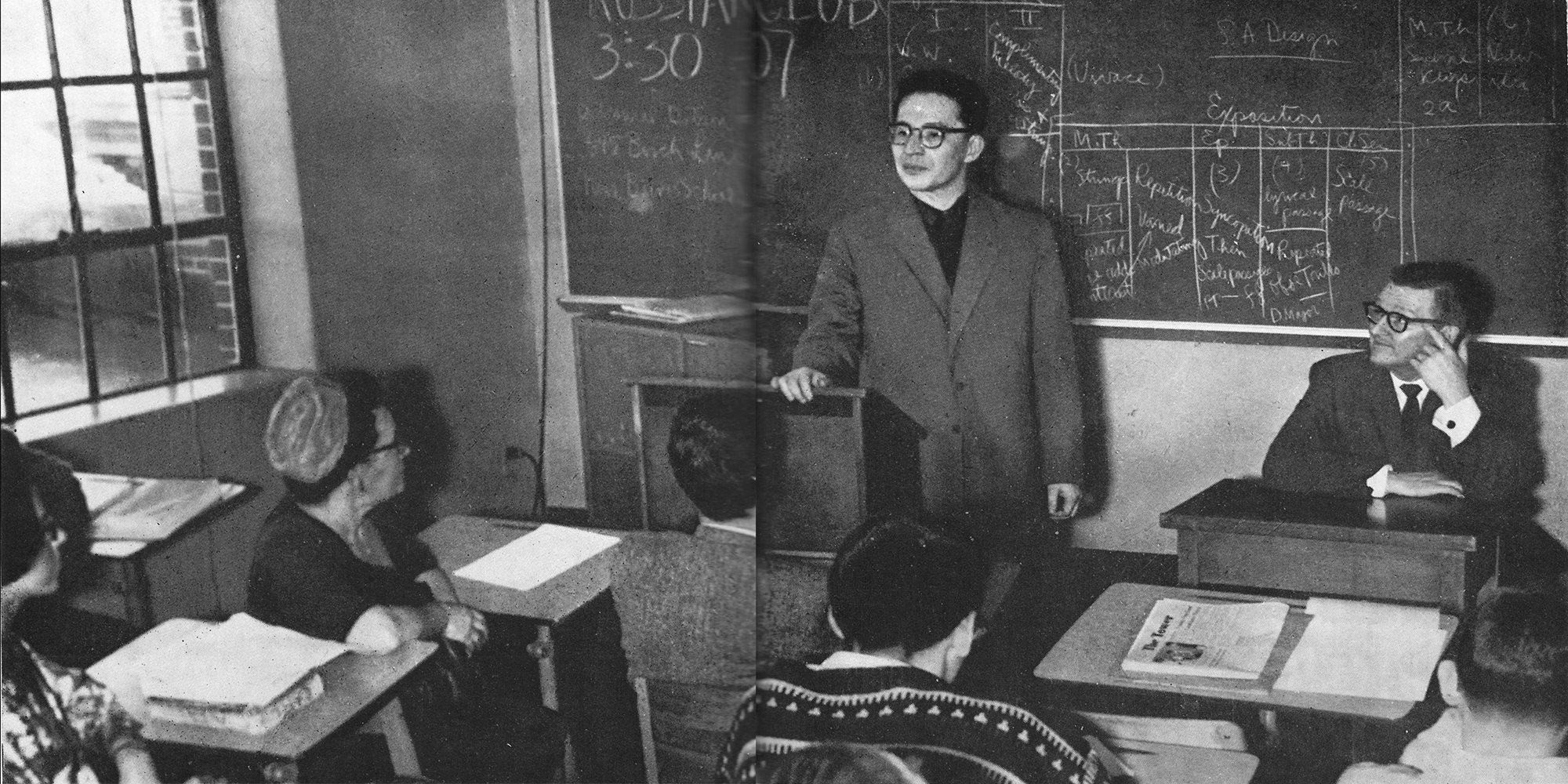
Встреча с учащимися в русском клубе. Март 1963. Гросс-Пойнт, США
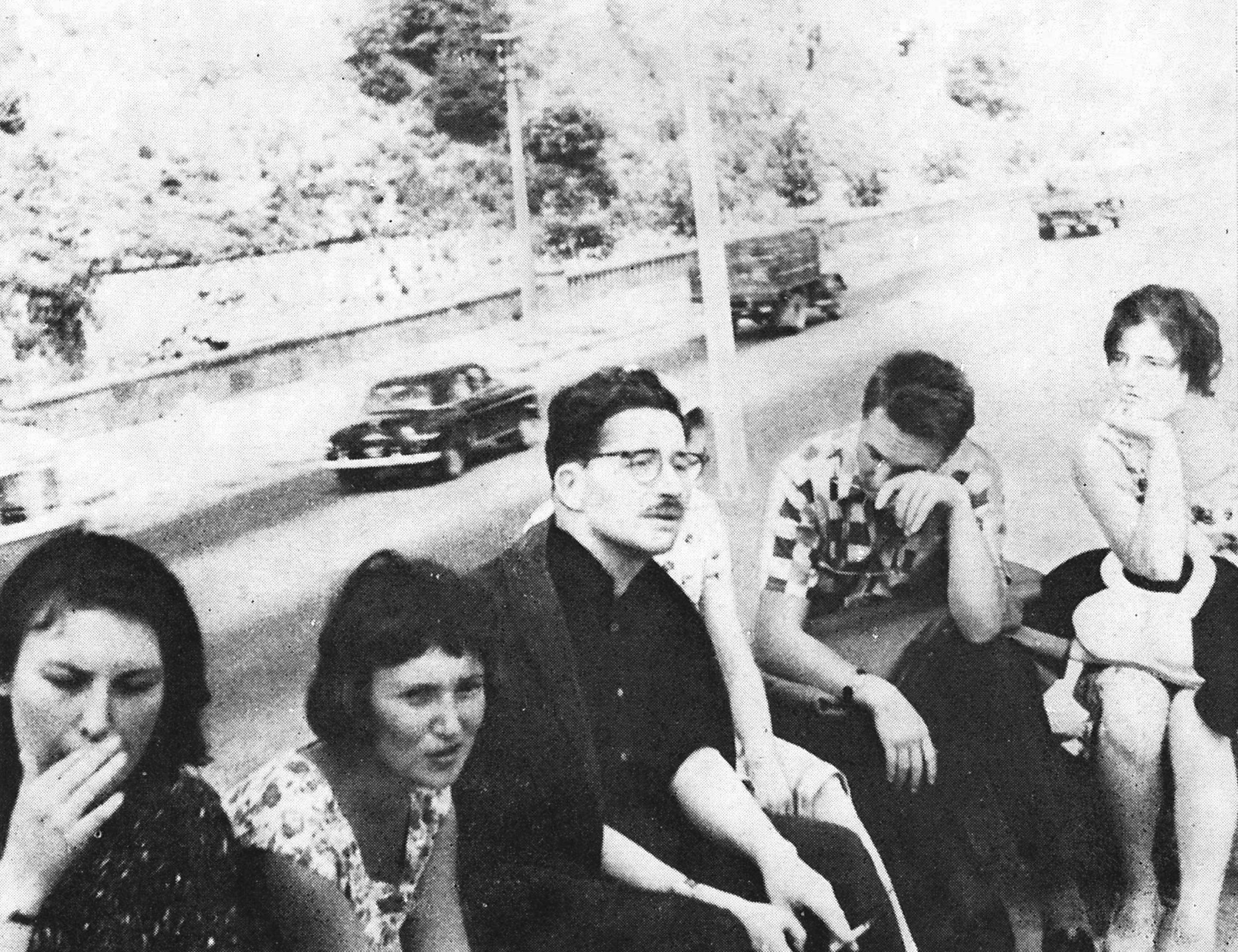
В. Н. Прокофьев со студентами МГУ на практике в Грузии. Мцхета, 1963